# Хирш, Авраам
Авраам Хирш (фр. Abraham Hirsch; 1828—1913) — французский архитектор; академик, главный архитектор Лиона, директор Лионской академии художеств.

## Биография
Авраам Хирш родился 19 октября 1828 года в Лионе в семье еврейской вышивальщицы. Занимался первоначально портретным искусством, затем посвятил себя изучению архитектуры, поступив с этой целью в лионскую Национальную высшую школу изящных искусств.
Поступил на практику к главному архитектору Лиона Тони Дежардену и стал впоследствии его сотрудником и заместителем.
В 1880-х годов А. Хирш был избран на пост заведующего строительным муниципальным комитетом города Лиона.
В 1876 году он был назначен директором Лионской академии художеств.
Хирш построил много частных и общественных зданий в Лионе; к последним принадлежат: семинария (1855), синагога (1865) и новый медицинский факультет (1880—1890), ставший самым значительным по своим размерам в Европе. Принимал участие в проектировании Синагоги Безансон.
Он также состоял сотрудником «Revue génerale d’architecture» и издал: «Notes sur la section d’architecture à l’Exposition Universelle de 1867».
Авраам Хирш скончался 11 декабря 1913 года.
Был награждён орденом Почётного легиона.